# Németh Antónia
Németh Antónia, Németh Mária Antónia, Németh Toncsi (Budapest, 1893. április 16. – 1946 után) színésznő, Németh Juliska húga.

## Életútja
Németh József népszínházi színművész és Hegyesi (Spitzer) Ilona leánya. A budapesti Kálvin téri református templomban keresztelték 1893. május 13-án. Rákosi Szidi iskoláját végezte, majd 1910-ben a Royal Orfeum tagja lett. Innen 1912-ben Berlinbe ment, ahol a Metropole Theaterben döntő sikereket aratott, ott látta meg Ambrozini, a milanói Teatro Lyrico igazgatója, aki ugyanezen év szeptemberében szerződést kötött vele. 1913 januárjában a milanói Novissima nevű társulat tagja lett, azután Rómába szerződtették Sonsogno staggionéjához szubrettnek. 1921-ben férjhez ment Arnaldo Fraccarolihoz, a Corriera de la Sera szerkesztőjéhez. 1933-ban vált el tőle, akkor Bécsben élt. 1946-ban kivándorolt São Paulóba.